# Бранці у космосі
«Бранці у космосі» — науково-фантастичний роман американського письменника Джозефа Лоуренса Гріна. Вперше опубліковано у 1960 році. Другий роман науково-фантастичного циклу письменника «Діг Аллен. Пригоди космічного дослідника». Вважається найкращим романом циклу.

## Сюжет
Твір складається з 22 глав. Події роману відбуваються у XXII столітті у Сонячній системі.
Екіпаж космічного корабля «Старовір» виявляє вантажний корабель, що терпить катастрофу, на якому можна почути чиїсь голоси. На карго нікого не виявлено, але знаходяться дивні машини іграшкового розміру та порожні клітки. Юним дослідникам вдається відокремити житловий відсік від ядерного двигуна, що загрожує вибухнути у будь-який момент, та відбуксирувати відсік на орбіту Марса. Дослідники звертаються за порадою до досвідченого зорельотчика, що живе у нетрях Марсопорту, який підтверджує їх здогад про іграшкові машини. Вони повертаються на карго та хитрістю виявляють двох крихітних чоловічків. Щоб вивчити невідому мову інопланетян, «Старовір» відправляється на астероїд Ерос, де знаходиться спеціальний лінгвістичний комп'ютер. Виявилося, що інопланетяни були захоплені контрабандистами, але, не знаючи астрономії, вони не можуть допомогти у пошуках власної планети. За описом умов життя вчені здогадуються, що це — Меркурій. Прибувши на Меркурій юні дослідники виявляють там контрабандистів. У результаті неймовірних пригод їм вдається захопити ватажка та врятувати жителів маленької планети.

### Особливості сюжету
- Астероїд Ерос виявився гігантським космічним кораблем та став важливим науковим центром землян.
- Комп'ютер Langivac, що знаходиться на Еросі, здатний розшифровувати мови та швидко навчити будь-якій мові.
- При описі цивілізації на Меркурії автор надає важливого значення тому, що планета завжди звернена до Сонця однією стороною наче Місяць, звернений однією стороною до Землі. У результаті одна сторона планети — розпечена, а протилежна є крижаною пустелею і у вузькій смузі між цими областями існує помірна зона, сприятлива для життя. Дійсно, довго вважалося, що Меркурій повернутий до Сонця однією стороною. Лише у середині 1960-х років з'ясувалося, що це не так.

## Персонажі
Екіпаж космічного дослідницького корабля «Старовір»:
- Діг Аллен — член екіпажу, син видатного зорельотчика.
- Кен Беррі — член екіпажу.
- Джім Беррі — член екіпажу, брат Кена.

Інші персонажі:
- Раф — власник кафе у Марсопорті.
- Старий Доркас — мудрий колишній пілот.
- Полковник Мей — охоронець на Марсі.
- Борін, Генанг — інопланетяни.
- Кон Грегс — власник крамниці у Марсопорті, скупник краденого.
- Сержант Брул — голова служби безпеки на Еросі.
- Вуді Вестон — працівник на Еросі.
- Доктор Вестон — науковий співробітник на Еросі, батько Вуді.
- Мазі, Джек — контрабандисти.
- Коромей — голова комп'ютерної компанії, ватажок контрабандистів.